# Gustavo Assunção
Gustavo Assunção, mit vollem Namen Gustavo Enrique Giordano Amaro Assunção da Silva (* 30. März 2000 in São Paulo), ist ein brasilianisch-portugiesisch-spanischer Fußballspieler, der seit Juli 2019 beim portugiesischen Erstligisten FC Famalicão unter Vertrag steht. Der Mittelfeldspieler ist ehemaliger brasilianischer U17-Nationalspieler.

## Karriere

### Verein
Gustavo Assunção wurde in São Paulo als Sohn des ehemaligen brasilianischen Fußballspielers Paulo Assunção geboren, welcher zu dieser Zeit bei Palmeiras São Paulo spielte. Paulo Assunção spielte seit Sommer 2004 beim portugiesischen Spitzenverein FC Porto und in dieser Zeit begann auch Gustavo in der Jugendabteilung der Dragões mit dem Fußballspielen. Nachdem sein Vater im Jahr 2008 zum spanischen Erstligisten Atlético Madrid wechselte, nahm er auch Gustavo mit in die Akademie des Hauptstadtvereins. Von 2011 bis 2013 spielte er in seiner brasilianischen Heimat im Nachwuchs vom FC São Paulo, bevor er wieder in die Jugend Atlético Madrids zurückkehrte.
Nachdem er in der ersten Mannschaft Atléticos keine Chance gesehen hatte, verließ er trotz eines Vertragsangebots der Spanier den Verein zum 1. Juli 2019 nach Portugal, wo er beim Erstliga-Aufsteiger FC Famalicão einen Fünfjahresvertrag unterzeichnete. Am 3. August 2019 debütierte er bei der 0:2-Heimniederlage in der Taça da Liga gegen den Zweitligisten SC Covilhã für seinen neuen Verein. Sein Ligadebüt bestritt er eine Woche später (1. Spieltag) beim 2:0-Auswärtssieg gegen den CD Santa Clara. Bei den Famalicenses etablierte er sich rasch als Stammspieler im Mittelfeld und trug wesentlich zum starken Saisonstart der Mannschaft bei, welches sich bis zum achten Spieltag im ersten Tabellenrang widerspiegelte.
Kurz vor dem Ende der Sommertransferperiode in der türkischen Liga wurde Assunção bis zum Saisonende von Galatasaray Istanbul ausgeliehen, außerdem hatten die Gelb-Roten eine Kaufoption. Der Leihvertrag zwischen Assunção und Galatasaray wurde im Januar 2022 vorzeitig aufgelöst. Der Mittelfeldspieler kam bei Gala bei zwei Ligaspielen zum Einsatz.

### Nationalmannschaft
Gustavo Assunção hält aufgrund seines Großvaters mütterlicherseits, welcher aus der portugiesischen Stadt Pombal stammt, die brasilianische als auch die portugiesische Staatsbürgerschaft. Zusätzlich zu diesen besitzt er seit seiner Kindheit auch den spanischen Pass, womit er für alle drei A-Nationalmannschaften auflaufen kann.
Im Jahr 2017 lief Assunção vier Mal für die brasilianische U17-Nationalmannschaft auf und erzielte in diesen Spielen einen Treffer.